# Baryscapus insularis
Baryscapus insularis är en stekelart som först beskrevs av William Harris Ashmead 1894.  Baryscapus insularis ingår i släktet Baryscapus och familjen finglanssteklar. Inga underarter finns listade.